# 尾羽蹄盖蕨
尾羽蹄盖蕨（学名：Athyrium caudatum）为蹄盖蕨科蹄盖蕨属下的一个种。

## 扩展阅读
- 維基物種上的相關：尾羽蹄盖蕨